# Огибаловы
Огибаловы (Агибаловы) — дворянский род.
Восходит к первой половине XVII века, и внесён в VI часть родословной книги Тамбовской губернии. Фамилии Огибаловых, многие служили Российскому Престолу дворянские службы в разных чинах, и жалованы были от Государей (1627) и других годах поместьями.

## Описание гербов

#### Герб Огибаловых 1785 г.
В Гербовнике Анисима Титовича Князева 1785 года имеется изображение печати с гербом Михаила Михайловича Агибалова: в щите, имеющем серебряное поле, помещены золотые фигурные буквы АВ. Щит увенчан двумя  коронованными шлемами (один над другим). По бокам первого шлема - намёт. Из короны второго шлема выходят фигуры: белого орла с распростертыми крыльями и выходящая из него чёрная рука с мечом (польский герб Солтык). Над двумя шлемами с нашлемником, изображена дворянская корона (третья).

#### Герб. Часть III. № 77
Щит разделён горизонтально на две части, из них в верхней в красном поле изображены три золотые восьмиугольные Звезды. В нижней части в правом серебряном поле лежащий Лев натурального цвета; в левом голубом поле крестообразно означены две серебряные Шпаги и золотое Копьё, остроконечиями вверх поднятые.
Щит увенчан обыкновенным дворянским Шлемом с Дворянской на нём Короной. Намёт на щите красный подложенный серебром.

## Известные представители
- Огибалов Артемий Богданович — московский дворянин (1640).
- Огибалов Михаил Иванович — воевода в Печерниках (1644-1647).
- Огибалов Артемий Иванович — алатарский городовой дворянин (1629), московский дворянин (1658-1668), дворянин царицы Натальи Кирилловны (16770.
- Огибалов Самсон Иванович — московский дворянин (1658-1677).
- Огибалов Алексей Михайлович — московский дворянин (1665-1677).
- Огибалов Артемий Михайлович — походный дворянин царицы Натальи Кирилловны (1676).
- Огибалов Игнатий Артемьевич — стольник (1658-1676), воевода в Саранске (1685).
- Огибалов Матвей Михайлович — московский дворянин (1692).
- Огибаловы: Степан Самсонович, Семён Назарьевич — стряпчие (1663-1692).
- Огибаловы: Василий Игнатьевич, Петр Самсонович, Селиверст Артемьевич, Семён Трофимович, Яков Игнатьевич — царские стольники (1668-1692)[2][3].